# Katsuhiro Hamada
Katsuhiro Hamada (født 7. oktober 1991) er en japansk fodboldspiller.
Han har spillet for flere forskellige klubber i sin karriere, herunder FC Ryukyu.